# Liste der Kulturdenkmäler in Nerdlen
In der Liste der Kulturdenkmäler in Nerdlen sind alle Kulturdenkmäler der rheinland-pfälzischen Ortsgemeinde Nerdlen aufgeführt. Grundlage ist die Denkmalliste des Landes Rheinland-Pfalz (Stand: 17. Juli 2023).

## Einzeldenkmäler
| Bezeichnung                           | Lage                               | Baujahr                             | Beschreibung                                              | Bild                           |
| ------------------------------------- | ---------------------------------- | ----------------------------------- | --------------------------------------------------------- | ------------------------------ |
| Katholische Filialkirche St. Antonius | An der Hohl 3 Lage                 | spätes 19. Jahrhundert oder um 1900 | zweiachsiger Saalbau, spätes 19. Jahrhundert oder um 1900 | weitere Bilder Fotos hochladen |
| Kriegerdenkmal                        | Hauptstraße, Ecke An der Hohl Lage |                                     | Kriegerdenkmal 1914/18                                    | Fotos hochladen                |